# Église Saint-Laurent de Birac
Pour les articles homonymes, voir Église Saint-Laurent.
L'église Saint-Laurent est une église catholique située dans la commune de Birac, dans le département de la Gironde, en France.

## Localisation
L'église se trouve au centre du bourg.

## Historique
L'édifice d'architecture romane, construit initialement au XIIIe siècle sur la base d'une chapelle du XIIe, a été remanié dans les siècles suivants et agrandi au XVIe siècle ; il se caractérise par son clocher-tour recouvert d'un simple toit relativement plat. Il est classé au titre des monuments historiques par arrêté du 28 juin 2005.

Il abrite diverses peintures murales du XVe siècle.

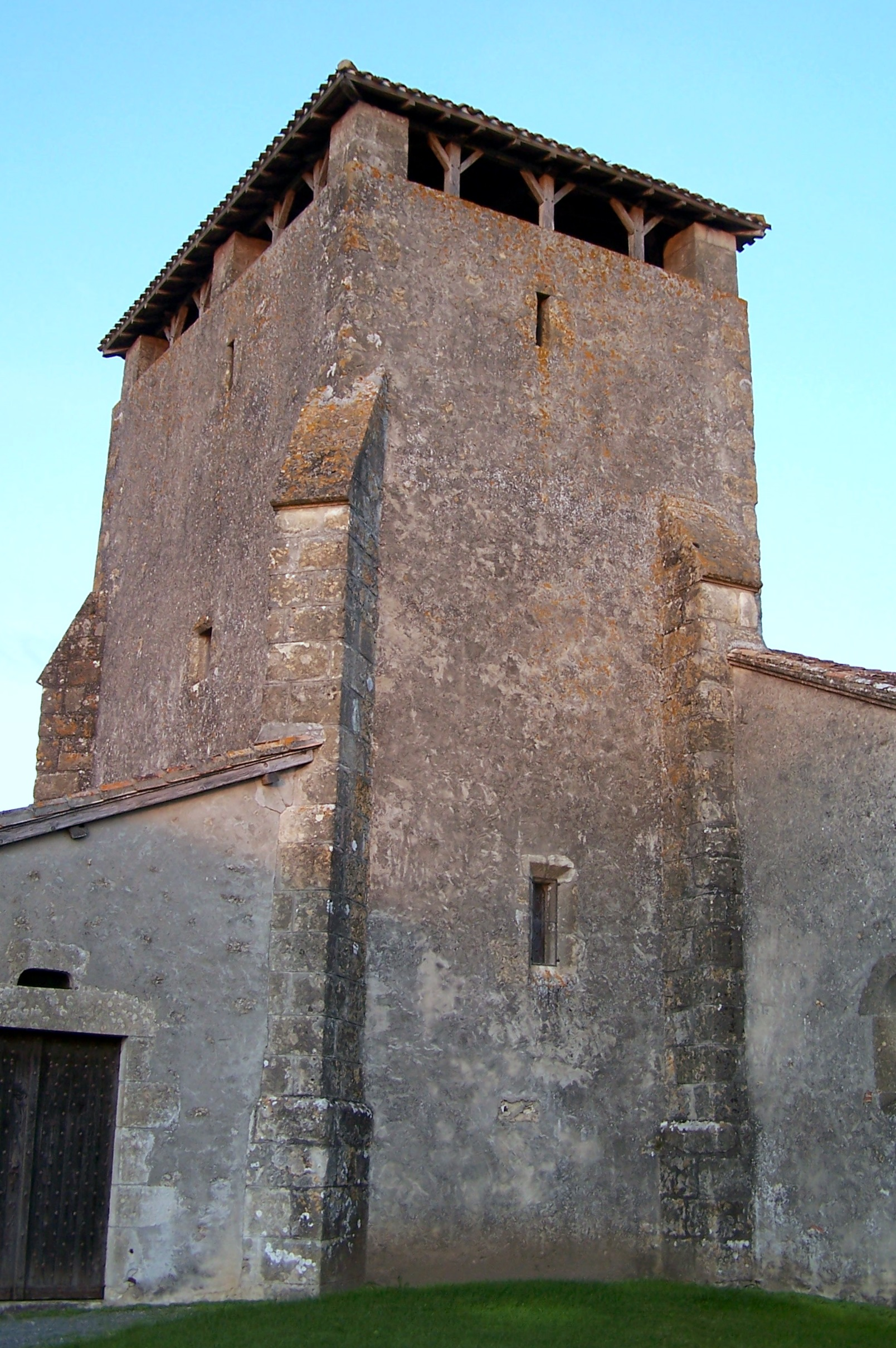
Le clocher-tour (nov. 2011).
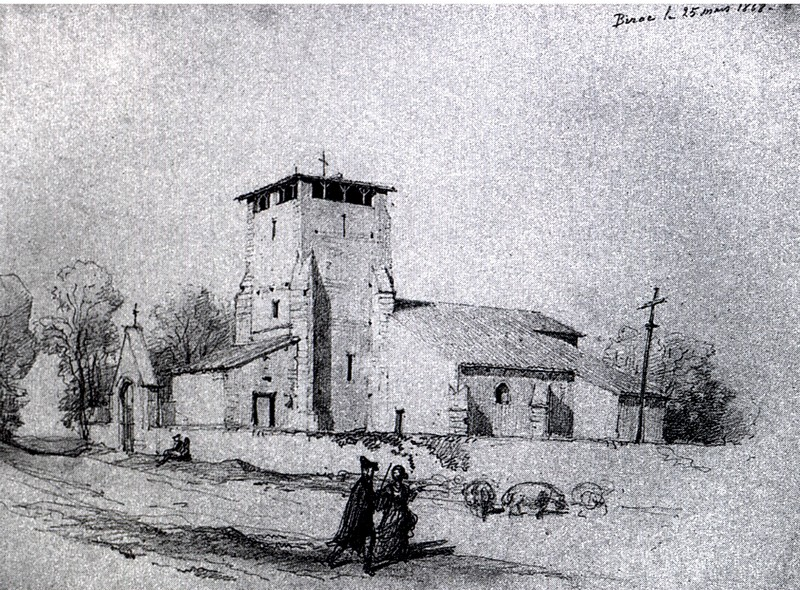
Gravure de Léo Drouyn (1868).
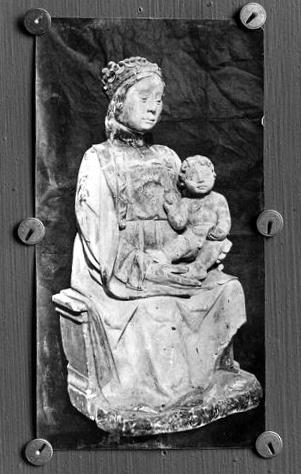
Vierge à l'Enfant (Brutails, circa 1890).